# 愛と海の詩

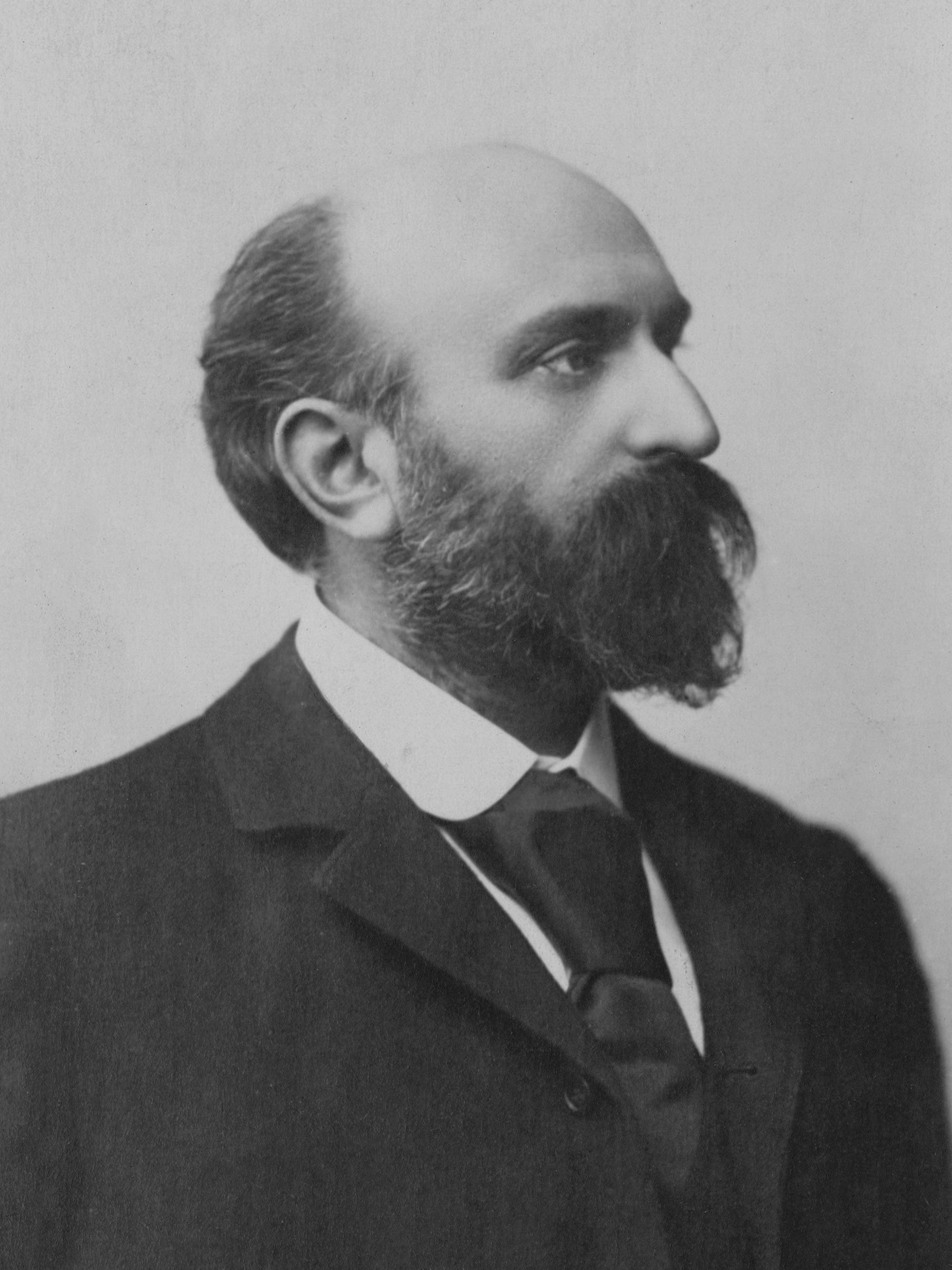
エルネスト・ショーソン

『愛と海の詩』（あいとうみのうた、仏:  Poème de l'amour et de la mer）作品19は、エルネスト・ショーソンが1882年から1892年にかけて作曲した大規模な管弦楽伴奏による歌曲である（なお、ピアノ伴奏版も用意されている）。歌詞は詩人モーリス・ブショールの同名の詩集『愛と海の詩』から採られている。独唱はメゾソプラノ、ソプラノ、バリトンなどによって歌われる。歌詞は男性が主人公となっているが、女声で歌われることのほうが一般的である。

## 概要

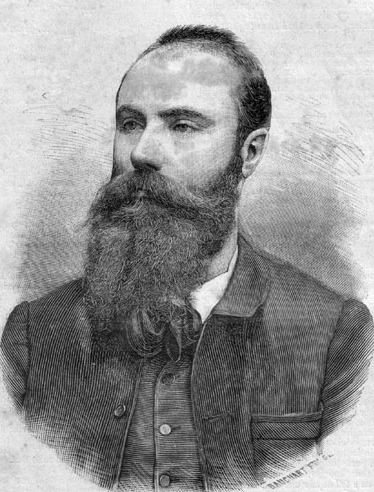
モーリス・ブショール

作曲は1882年から、約10年の歳月を費やしている。初演はまずピアノ伴奏版にて1893年2月21日にテノールのデジレ・デメスト（Désiré Demest）とショーソン自身のピアノ伴奏によってブリュッセルにおいて行われた。管弦楽版の初演は1893年4月8日にパリにて、ソプラノのエレオノール・ブラン（Éléonore Blanc）の歌唱、 ガブリエル・マリ （Gabriel-Marie）の指揮、国民音楽協会（Société nationale de musique）によってなされた。曲はアンリ・デュパルクに献呈されている。この曲は初演時から聴衆を熱狂させたという。『愛と海の詩』はショーソンの特質であるペシミズム、ノスタルジー、控え目な憧憬、慎ましやかな諦観といった要素がショーソンの洗練された美しい管弦楽に支えられている。ピアノ伴奏でもその感情は伝わるが、管弦楽伴奏によりその美しさが一層際立って表現され聴く者の心に深い余韻を残す。ショーソンは他にもブショールの詩を基に作曲しており、代表的なものに『4つの歌曲』（作品8）、付随音楽『嵐』（作品18）、付随音楽『聖セシリアの伝説』（作品22）、『シェイクスピアの歌』（作品28）などがある。ショーソンのもう一つの重要な歌曲に、象徴派のシャルル・クロスの詩による『終わりなき歌』（果てしなき歌）がある。本作は『詩曲』、『交響曲変ロ長調』、『ヴァイオリン、ピアノと弦楽四重奏のための協奏曲ニ長調』と共にショーソンの代表作のひとつと考えられる。なお、第3曲「愛の死」の終結部にあたる『リラの花咲く季節』は、単独でピアノ伴奏の歌曲としても演奏される。

## 楽曲
構成は第1曲「水の花」と第3曲「愛の死」が短い管弦楽のみの間奏曲によって繋がれている。音楽的には「愛」、「海」、「別れ」、「追憶」、「死」といった概念がそれぞれ特徴ある示導動機として描き分けられ、このうち「愛」を表すものが全体を貫いて流れている。ショーソンの研究家ジャン・ガロワは「見事な作品であり、官能的ですらある。音楽がテキストの俗悪さを忘れさせるほどの魔力にまで達しており、稀な格調を持っている」。さらに「管弦楽法も驚くべき点があり、ある部分は不思議とドビュッシーの『海』を予告しており、また別の部分はショーソンの『詩曲』の先駆けとなっている」と分析している。『ラルース世界音楽事典』は「ショーソンがブショールの詩を気に入ったのは、必ずしもその詩が文学的に優れていたからではなく、憂鬱と物憂げな悲しさ、満たされない愛といった要素からなる単彩的な色調が彼の望郷的気質に即していたからであり、またその時代の象徴派文学の雰囲気を良く伝えていたからである」さらに「この『愛と海の詩』は独唱とオーケストラのための数多い作品の中でも傑作のひとつであり、ドビュッシー、マーラー、リヒャルト・シュトラウスの先駆けをなすものである」と解説している。

## 関連作品
ベルリオーズの『夏の夜』（1840年 - 1841年）、ラヴェル の『シェエラザード』（1904年）、デュパルクの幾つかのオーケストラ伴奏化が施された歌曲、歌詞は民謡ながらジョゼフ・カントルーブによってオーケストレーションが施された『オーヴェルニュの歌』（1923年 - 1930年）などと共にフランスの独唱と管弦楽による楽曲の代表的作品のひとつに数えられる。また、マーラーの『リュッケルト歌曲集』（1902年）、『亡き子をしのぶ歌』（1904年）などやリヒャルト・シュトラウスの『4つの最後の歌』（1948年）といった作品もこの分野の代表作である。

## 楽器編成
- 木管楽器：フルート2、オーボエ2、クラリネット2、バスーン2
- 金管楽器：トランペット2、ホルン2、トロンボーン2、バス・トロンボーン1
- ティンパニ、ハープ1
- 弦5部

## 演奏時間
第1曲「水の花」: 約13分、 第2曲「間奏曲」: 約2分30秒、第3曲「愛の死」: 約13分、全体で30分弱。

## 歌詞
訳は散文的な意訳。

### La Fleur des eaux（水の花）
L'air est plein d'une odeur exquise de lilas,

Qui, fleurissant du haut des murs jusques en bas,

Embaument les cheveux des femmes.

La mer au grand soleil va toute s'embraser,

Et sur le sable fin qu'elles viennent baiser

Roulent d'éblouissantes lames.

Ô ciel qui de ses yeux dois porter la couleur,

Brise qui vas chanter dans les lilas en fleur

Pour en sortir tout embaumée,

Ruisseaux qui mouillerez sa robe,

Ô verts sentiers,

Vous qui tressaillerez sous ses chers petits pieds,

Faites-moi voir ma bien-aimée !

Et mon cœur s'est levé par ce matin d'été ;

Car une belle enfant était sur le rivage,

Laissant errer sur moi des yeux pleins de clarté,

Et qui me souriait d'un air tendre et sauvage. 

Toi que transfiguraient la Jeunesse et l'Amour,

Tu m'apparus alors comme l'âme des choses ;

Mon cœur vola vers toi, tu le pris sans retour,

Et du ciel entr'ouvert pleuvaient sur nous des roses. 

Quel son lamentable et sauvage

Va sonner l'heure de l'adieu !

La mer roule sur le rivage,

Moqueuse, et se souciant peu

Que ce soit l'heure de l'adieu.

Des oiseaux passent, l'aile ouverte,

Sur l'abîme presque joyeux ;

Au grand soleil la mer est verte,

Et je saigne, silencieux,

En regardant briller les cieux.

Je saigne en regardant ma vie

Qui va s'éloigner sur les flots ;

Mon âme unique m'est ravie

Et la sombre clameur des flots

Couvre le bruit de mes sanglots.

Qui sait si cette mer cruelle

La ramènera vers mon cœur ?

Mes regards sont fixés sur elle ;

La mer chante, et le vent moqueur

Raille l'angoisse de mon cœur. 
大気は芳しいリラの香りに満ちて

リラの花は壁の上から下まで咲き乱れ

リラの香りは女たちの髪の毛を燻らせる

海は輝く太陽に燃えあがらんばかり

波は細やかな砂に口づけをするかのように

寄せては返す

おお、彼女の眼の色の如き大空は

そよ風は花咲くリラの中を歌いながら吹きわたり、

芳しい香りを漂わせる

おお、彼女の服を濡らす小川の流れよ

彼女の可愛らしい足元で

身を震わせる緑の小道よ

私を愛しい恋人に会わせておくれ！

あの夏の朝、私の心は目を覚ました

ひとりの可愛い女の子が浜辺で

眩しい視線を私に注ぎ

優しく素朴な表情で、私に微笑みかけてきからだ

青春と恋愛の化身のようなお前は、

あたかも何かの魂のように、私の前に姿を現わした

私の心は君の方へ吸い寄せられ、お前はそれを

しっかりと捉えて放さなかった。すると、空から

二人の上に、薔薇の花が雨のように降ってくるのだった。

ああ、別れを告げようとする時の響きは

何と哀しく、粗野なのだろう！

浜辺に寄せては返す海は

微かに微笑みつつ、

冷笑しているかのようだ。

今が別れの時だというのに。

鳥たちは翼を広げて、殆ど嬉しそうに

深い淵の上を飛んで行く。

輝く太陽に照らされて、海は緑色に光り

私は黙って、輝く大空を見詰めつつ

心を痛めるばかり。

自分の命が、波間を少しずつ

遠ざかって行くのを見詰める

私の魂は奪われてしまった

波の陰うつなさざめきが

私のすすり泣く声を覆い隠す。

この残酷な海が彼女を私の心に連れ戻してくれると

誰が言えるのだろうか？

私の視線は彼女に釘付けになる

海は歌い、風は冷やかすかのように、

私の心の苦悩を嘲る。

### La Mort de l'amour（愛の死）
Bientôt l'île bleue et joyeuse

Parmi les rocs m'apparaîtra ;

L'île sur l'eau silencieuse

Comme un nénuphar flottera.

À travers la mer d'améthyste

Doucement glisse le bateau,

Et je serai joyeux et triste

De tant me souvenir bientôt !

Le vent roulait les feuilles mortes ;

Mes pensées

Roulaient comme des feuilles mortes,

Dans la nuit.

Jamais si doucement au ciel noir n'avaient lui

Les mille roses d'or d'où tombent les rosées !

Une danse effrayante, et les feuilles froissées,

Et qui rendaient un son métallique, valsaient,

Semblaient gémir sous les étoiles, et disaient

L'inexprimable horreur des amours trépassés.

Les grands hêtres d'argent que la lune baisait

Étaient des spectres : moi, tout mon sang se glaçait

En voyant mon aimée étrangement sourire.

Comme des fronts de morts nos fronts avaient pâli,

Et, muet, me penchant vers elle, je pus lire

Ce mot fatal écrit dans ses grands yeux : l'oubli.

Le temps des lilas et le temps des roses

Ne reviendra plus à ce printemps-ci ;

Le temps des lilas et le temps des roses

Est passé, le temps des œillets aussi.

Le vent a changé, les cieux sont moroses,

Et nous n'irons plus courir, et cueillir

Les lilas en fleur et les belles roses ;

Le printemps est triste et ne peut fleurir.

Oh ! joyeux et doux printemps de l'année,

Qui vins, l'an passé, nous ensoleiller,

Notre fleur d'amour est si bien fanée,

Las ! que ton baiser ne peut l'éveiller !

Et toi, que fais-tu ? pas de fleurs écloses,

Point de gai soleil ni d'ombrages frais ;

Le temps des lilas et le temps des roses

Avec notre amour est mort à jamais. 
やがて、青く喜びあふれた島が

岩間に姿を現わし

島は穏やかな海面の上で

水蓮の如く漂う。

紫の水晶のような海を渡って

小舟は静かに滑るように進む

私は、やがて、様々なことを回想し

喜び、悲嘆に打ちひしがれるだろう。

枯葉が風に舞っていた。私の想いもまた、

夜の暗闇の中で、枯葉のように舞う

霧の滴を零す、夥しい数の金色の薔薇の花が、

漆黒の空にかくも輝いたことはなかった!

皺くちゃになった枯葉は、

金属的な音を立てながら、

不気味なワルツを踊っていた

そして、星空の下で呻くように、

過ぎ去った愛の言い難い恐怖を

語るのだった。

銀色に輝くブナの大木は月の接吻を受けて

あたかも亡霊のようだ

私は、愛する恋人が不気味に微笑むのを見て、

血も凍るかのような恐怖を抱くのだった。

僕らの顔色は死人の如く蒼ざめていた

私は無言のまま、彼女の方に身を傾けた

彼女の大きな瞳の中にある言葉が読み取れた

その運命的な一言は「忘却」。

リラも薔薇も花咲く季節は、

この春には二度と戻ってこない

リラも薔薇も、そしてナデシコの花咲く季節も

また過ぎ去ってしまったのだ

風向きは変わり、空は陰鬱になった、

僕らはもうリラの花や美しい薔薇を

喜んで摘みには行くことはないだろう

春は悲しく、もう花咲くこともないのだ

ああ、僕らに明るい日差しを注いでくれた

過ぎ去りし年の楽しげで優しい春よ、

僕らの愛の花はすっかり色褪せ、萎れてしまった

ああ！お前の□づけでさえ、その花を

蘇らせることが出来ないのか!

お前、一体どうしたというのだ？　花は咲かず、

楽しげな陽光も、爽やかな木陰もないとは！

リラも薔薇も花咲く季節は、僕らの愛と共に

逝ってしまったのだ、永遠に。

## 主な録音
| 年   | 独唱                             | 指揮者 管弦楽団                                                                       | レーベル                                 | 補足                                                        |
| ---- | -------------------------------- | ------------------------------------------------------------------------------------- | ---------------------------------------- | ----------------------------------------------------------- |
| 1950 | グラディス・スウォザウト         | ピエール・モントゥー RCAビクター交響楽団                                              | CD: RCA ASIN: B0002YD7EA                 |                                                             |
| 1951 | キャスリーン・フェリアー         | ジョン・バルビローリ ハレ管弦楽団                                                     | CD: SOMM Recordings ASIN: B000068W1D     |                                                             |
| 1969 | ビクトリア・デ・ロス・アンヘレス | ジャン＝ピエール・ジャキャ ラムルー管弦楽団                                           | CD: Warner Classics ASIN: B01KARKKRK     |                                                             |
| 1977 | ブルーノ・ラプラント             | ジャニーヌ・ラシャンス（ピアノ）                                                      | CD: CALIOPE ASIN: B000UUY3SA             | バリトン歌唱＆ピアノ伴奏版                                  |
| 1977 | ジャネット・ベイカー             | アンドレ・プレヴィン ロンドン交響楽団                                                 | CD: EMI ASIN: B000002SD7                 |                                                             |
| 1977 | モンセラート・カバリェ           | ウィン・モリス シンフォニカ・オブ・ロンドン                                           | CD: IMP classics ASIN: B003J2T7IW        |                                                             |
| 1978 | ジェラール・スゼー               | エドガール・ドヌー ベルギー放送室内管弦楽団                                           | CD: Testament UK ASIN: B00005N59K        |                                                             |
| 1981 | シャーリー・ヴァーレット         | ガブリエーレ・フェッロ トリノRAI交響楽団                                              | CD: Warner Classics ASIN: B00008F7UR     |                                                             |
| 1983 | ジェシー・ノーマン               | アルミン・ジョルダン モンテカルロ・フィルハーモニー管弦楽団                           | CD: Erato ASIN: B000005E6G               |                                                             |
| 1988 | コレット・アリオ＝リュガ         | クロード・バルドン モンテカルロ・フィルハーモニー管弦楽団                             | CD: REM ASIN: 5557913548                 |                                                             |
| 1991 | リンダ・フィニー                 | ヤン・パスカル・トルトゥリエ アルスター管弦楽団                                       | CD: Chandos ASIN: B000000AMR             |                                                             |
| 1992 | ニコール・デュシュマン           | デニス・バーク ヤナーチェク・フィルハーモニー管弦楽団                                 | CD: ECLECTRA ASIN: B00000BKF6            |                                                             |
| 1993 | ワルトラウト・マイヤー           | リッカルド・ムーティ フィラデルフィア管弦楽団                                         | CD: EMI ASIN: B007TB47OS                 |                                                             |
| 1993 | フランソワーズ・ポレ             | アルミン・ジョルダン モンテカルロ・フィルハーモニー管弦楽団                           | CD: Fnac Music ASIN: B000009K7G          |                                                             |
| 1994 | ヴェッセリーナ・カサロヴァ       | ピンカス・スタインバーグ オーストリア放送交響楽団                                     | CD: RCA ASIN: B000003FSU                 |                                                             |
| 1995 | フランソワ・ル・ルー             | シャルル・デュトワ モントリオール交響楽団                                             | CD: DECCA ASIN: B01FFVTD92               | バリトン歌唱版                                              |
| 2001 | フェリシティ・ロット             | アルミン・ジョルダン スイス・ロマンド管弦楽団                                         | CD: AEON ASIN: B0000CEWV5                |                                                             |
| 2003 | スーザン・グラハム               | ヤン・パスカル・トルトゥリエ BBC交響楽団                                              | CD: Warner Classics ASIN: B0007GADUY     |                                                             |
| 2003 | エルザ・マウルス                 | ジャン＝クロード・カサドシュ リール国立管弦楽団                                       | CD: Forlane ASIN: B0007ORDUY             |                                                             |
| 2007 | ジャン＝フランソワ・ラポワント   | ルイーズ＝アンドレ・バリル                                                            | CD: Analekta ASIN: B000VWYUPI            | ピアノ伴奏版                                                |
| 2009 | サロメ・アレール                 | ニコラ・クリュジェ（ピアノ） マンフレッド弦楽四重奏団                                 | CD: Zig Zag Territories ASIN: B003AYPMMY | ピアノと弦楽四重奏伴奏版 （フランク・ヴィヤールによる編曲） |
| 2013 | ステラ・ドゥフェクシス           | カール＝ハインツ・シュテフェンス ラインラント＝プファルツ州立フィルハーモニー管弦楽団 | CD: Berlin Classics ASIN: B00ANDVNIW     |                                                             |
| 2014 | ソイレ・イソコスキ               | ヨン・ストルゴールズ ヘルシンキ・フィルハーモニー管弦楽団                             | CD: Ondine ASIN: B0107T9GBC              |                                                             |
| 2018 | ヴェロニク・ジャンス             | アレクサンドル・ブロック リール国立管弦楽団                                           | CD: Alpha (france) ASIN: B07MWR2Y8M      |                                                             |